# Университет Рейкьявика
Университет Рейкьявика (исл. Háskólinn í Reykjavík, HR) — частный университет в Рейкьявикее, столице Исландии, крупнейший частный университет в стране, в котором обучается около 3500 студентов.

## История
2 октября 1964 года основан Исландский технический колледж (Tækniskóli Íslands). В 2002 году колледж преобразован в Исландский технический университет (Tækniháskóli Íslands, THÍ).
15 января 1988 года основана Школа компьютерных наук Коммерческого колледжа Исландии (Tölvuháskóla Verzlunarskóla Íslands, TVÍ). Школа работала в помещениях Коммерческого колледжа 10 лет. В 1998 году на её базе основана Рейкьявикская школа бизнеса (Viðskiptaháskólinn í Reykjavík). В 2000 году школа переименована в Университет Рейкьявика. В 2001 году введена программа MBA. В 2002 году открыт юридический факультет.
В 2005 году произошло слияние Исландского технического университета и Университета Рейкьявика.
В 2007 году заложен новый кампус у холма Эскьюхлид, в который переехал университет в 2010 году. В 2018 году начато строительство студенческого общежития, первая очередь которого открыта в 2020 году.
Владельцами университета являются образовательный фонд Исландской торговой палаты (64%), Федерация исландской промышленности (24%) и Конфедерация исландских работодателей (12%). Университет является некоммерческой организацией. У университета есть договор об оказании услуг с Министерством культуры, инноваций и высшего образования Исландии (Menningar-, nýsköpunar- og háskólaráðuneytið), которое финансирует обучение каждого студента. Со студентов взимается плата за образование.

## Структура
Университет состоит из семи академических факультетов в двух школах. В составе Школы социальных наук есть факультет права, факультет делового администрирования, факультет спортивных наук и факультет психологии. В технологической школе есть факультет компьютерных наук, инженерный факультет и факультет прикладной инженерии.
Преподавание в университете ведётся на двух языках (английский и исландский).

## Кампус
Кампус Университета расположен на побережье Атлантического океана, который открылся осенью 2010 года. Раньше университет располагался в трёх зданиях возле торгового центра «Кринглан».

## Список ректоров
- 1998—2007 — Гвюдвинна Бьяднадоуттир[исл.]
- 2007—2009 — Свава Грёнфельдт[англ.]
- 2010—2021 — Ари Кристинн Йоунссон[вд]
- с 2021 — Рагнхильдюр Хельгадоуттир (Ragnhildur Helgadóttir)